# Dacheriana
Droit canon
Droit du haut Moyen Âge
Fausses décrétales décret de Gratien
La Dacheriana collectio est une collection canonique gallicane systématique datant de la Réforme carolingienne de la fin du VIIIe siècle. Initialement intitulé Excerpta de canonibus ou canonum, il fut ensuite nommé Dacheriania, du nom de Jean Luc d'Achéry, qui le publia en 1672 sur la base de deux manuscrits. Sauf dans quelques manuscrits, il est précédé d'une préface composée d'abord d'un traité « de utilitate paenitentiae », puis d'une brève explication du regroupement en trois livres d'extraits authentiques des conciles et décrétales.
Le succès de la collection résulte de ses divisions et du choix des matériaux. Le premier livre est un traitement « de paenitentia et paenitentibus, criminibus atque iudiciis » ; la seconde, « de accusatis et de accusatoribus, iudicibus atque iudiciis » ; le troisième, « de sacris ordinibus ». Quatre manuscrits contiennent également une table dogmatique de 36 titres, dont neuf seulement ont été transcrits, sans numérotation, dans un cinquième manuscrit. Il n'y a pas de quatrième livre dans la collection.
La Dacheriana est l'une des principales sources de matériel trouvé dans les collections des IXe et Xe siècles. Elle contribua à réglementer la discipline ecclésiastique depuis le règne de Charlemagne jusqu'à l'époque du décret de Gratien. Les 40 manuscrits conservés témoignent de l'autorité dont elle jouit jusqu'au XIIe siècle.
Elle a été soumise à des modifications dont les formes extrêmes sont décrites comme : Forme A, la plus largement diffusée, exempte d'adjonctions étrangères ; et la forme B, influencée par les fausses décrétales (contrefaçons pseudo-isidoriennes). La forme B est représentée par cinq manuscrits et par les corrections de trois autres. L'édition de D'Achéry utilise la forme B. La comparaison des deux formes montre plusieurs révisions textuelles, ainsi que des ajouts ou omissions qui justifient le classement des manuscrits en plusieurs familles distinctes. La Dacheriana dérive de la collection hadriana et de la collection hispana, mais l'absence d'éditions critiques ne permet pas de l'identifier à une étape spécifique de leur évolution. Cependant, dans le cas de l'Hispana, la critique textuelle démontre la dépendance de la Dacheriana à l'égard du caractère systématique de sa forme, et au-delà, la dépendance de sa composition à celle de l'Excerpta hispanica.